# Enzo Kalinski
Enzo Maximiliano Kalinski Martínez (Buenos Aires, Argentina; 10 de marzo de 1987) es un futbolista argentino. Juega de volante central y su equipo actual es Quilmes de la Primera Nacional.

## Trayectoria

### Comienzos
Kalinski comenzó a jugar al fútbol en Club Atlético Platense. Al mudarse su familia a la ciudad de Santiago del Estero jugó en el Club Estrella Roja y en las inferiores del Club Atlético Güemes, luego pasó al club Central Córdoba (Santiago del Estero) a los 10 años. En Central Córdoba ganó el Campeonato "El Ferrito". Horacio Bianchini lo vio en Santiago del Estero y le propuso probarse en Quilmes. Pasó a integrar el plantel de 7.ª división. Su primer partido en 7.ª fue contra Vélez Sarfield.
Durante un tiempo, a los 14 pensó en dejar el fútbol y dedicarse al Básquet, pero rápidamente se decidió por el fútbol.

### Quilmes
Con Osvaldo "Chiche" Sosa como técnico comenzó a alternar con el plantel profesional a los 18 años. Debutó en la primera de Quilmes con Alberto Fanesi como técnico jugando contra Nueva Chicago el 4 de marzo de 2007, el encuentro terminaría 1-0 para los de Fanesi. Esa temporada disputaría cinco partidos y se iría al descenso con el club del sur de Buenos Aires.
Logró el ascenso a Primera División con Quilmes, que fue subcampeón de Olimpo en la temporada 2009/2010 después de tres años en la B Nacional. Durante el primer semestre de la temporada 2010/2011 juega pocos minutos debido a la gran cantidad de incorporaciones que realizó Quilmes para jugar en Primera División; en cambio, en el Torneo Clausura 2011 se afirma como titular a partir de la llegada de Ricardo Caruso Lombardi, siendo uno de los más destacados del equipo.
A pesar de realizar un gran final de torneo, Quilmes, no pudo evitar un nuevo descenso a la Primera B Nacional. En esa temporada, Kalinski, disputó un total de 30 partidos y marcó su primer gol como profesional fue frente a Gimnasia de La Plata el 7 de mayo de 2011.

### San Lorenzo de Almagro
Durante la pretemporada 2011/12, es contratado por San Lorenzo de Almagro, club del cual el jugador se confesó hincha desde pequeño.
En su primera temporada con el club de Boedo, disputó 32 partidos y marcó dos goles, el primero fue a Vélez Sarsfield el 22 de septiembre de 2011, además de ser el primer gol con el club y el segundo gol fue frente a Olimpo de Bahía Blanca el 4 de noviembre de 2011. Recibió una tarjeta roja.
Además de haber disputado los dos enfrentamientos por la promoción del 2012 frente a Instituto de Córdoba con un resultado global de 3-1 para San Lorenzo, este resultado permanecía al "ciclón" en Primera División.
En su segunda temporada, fue una pieza importante para la remontada del club habiendo jugado en 31 ocasiones.
En el 2013 logra el Torneo Inicial 2013 teniendo buenas actuaciones y disputando 11 fechas siendo titular en 9 partidos e ingresando en los restantes dos.
En 2014, San Lorenzo se consagra campeón de la Copa Libertadores, Enzo, participó en 5 encuentros. Hasta ahora marcó 5 goles, contra Vélez, Olimpo, Colón, Lanús y Defensa y Justicia.

### Universidad Católica
El 29 de junio de 2016 se confirma su llegada al cuadro cruzado, en el cual tendrá la oportunidad de jugar el Torneo de Apertura 2016, la Supercopa de Chile, la Copa Sudamericana 2016 y la Copa Libertadores 2017.
Debutó el 30 de julio por el Apertura 2016, anotando un gol a Cobresal, cuando finalizaba el primer tiempo del compromiso.

### Club Tijuana
El 22 de junio de 2017 los Xolos de Tijuana anuncian el fichaje del mediocampista argentino con quien contarán para disputar el Torneo Apertura 2017 de México, Copa MX Apertura 2017 y CONCACAF Champions League.

### Club Atlético Banfield
El 25 de enero del 2018, se confirmó que el jugador será nuevo jugador de Banfield, llega mediante un préstamo por 18 meses. Vino a jugar la Libertadores. Será dirigido por Julio Falcioni.
Debutó oficialmente en la ida de la segunda fase de la Copa Libertadores 2018, que Banfield disputó frente a Independiente del Valle.

### Club Estudiantes de La Plata
El 18 de diciembre de 2018 firma como nuevo jugador de Estudiantes de La Plata hasta el 30 de junio de 2021. Debutó oficialmente el 28 de enero de 2019 en el partido de Estudiantes de LP Vs Vélez Sarsfield por la fecha 16 de la Superliga Argentina 2018/19.

## Estadísticas
| Club                         | Div.             | Temporada        | Liga  | Liga  | Copas nacionales | Copas nacionales | Torneos internacionales | Torneos internacionales | Total | Total | Media goleadora |
| Club                         | Div.             | Temporada        | Part. | Goles | Part.            | Goles            | Part.                   | Goles                   | Part. | Goles | Media goleadora |
| ---------------------------- | ---------------- | ---------------- | ----- | ----- | ---------------- | ---------------- | ----------------------- | ----------------------- | ----- | ----- | --------------- |
| Quilmes Argentina            | 1.ª              | 2006-07          | 5     | 0     | —                | —                | —                       | —                       | 5     | 0     | 0               |
| Quilmes Argentina            | 2.ª              | 2007-08          | 5     | 0     | —                | —                | —                       | —                       | 5     | 0     | 0               |
| Quilmes Argentina            | 2.ª              | 2008-09          | 16    | 1     | —                | —                | —                       | —                       | 16    | 1     | 0.06            |
| Quilmes Argentina            | 2.ª              | 2009-10          | 15    | 0     | —                | —                | —                       | —                       | 15    | 0     | 0               |
| Quilmes Argentina            | 1.ª              | 2010-11          | 30    | 1     | —                | —                | —                       | —                       | 30    | 1     | 0.03            |
| Quilmes Argentina            | 2.ª              | 2024             | 8     | 0     | —                | —                | —                       | —                       | 8     | 0     | 0               |
| Quilmes Argentina            | 2.ª              | 2025             | 14    | 1     | —                | —                | —                       | —                       | 14    | 1     | 0.07            |
| Quilmes Argentina            | Total club       | Total club       | 93    | 3     | 0                | 0                | 0                       | 0                       | 93    | 3     | 0.03            |
| San Lorenzo Argentina        | 1.ª              | 2011-12          | 32    | 2     | 3                | 0                | —                       | —                       | 35    | 2     | 0.06            |
| San Lorenzo Argentina        | 1.ª              | 2012-13          | 31    | 0     | 4                | 0                | —                       | —                       | 35    | 0     | 0               |
| San Lorenzo Argentina        | 1.ª              | 2013-14          | 27    | 1     | —                | —                | 5                       | 0                       | 32    | 1     | 0.03            |
| San Lorenzo Argentina        | 1.ª              | 2014             | 14    | 1     | 1                | 0                | 2                       | 0                       | 17    | 1     | 0.06            |
| San Lorenzo Argentina        | 1.ª              | 2015             | 17    | 0     | 4                | 0                | 3                       | 0                       | 24    | 0     | 0               |
| San Lorenzo Argentina        | 1.ª              | 2016             | 4     | 0     | —                | —                | 1                       | 0                       | 5     | 0     | 0               |
| San Lorenzo Argentina        | Total club       | Total club       | 125   | 4     | 12               | 0                | 11                      | 0                       | 150   | 4     | 0.03            |
| Universidad Católica · Chile | 1.ª              | 2016-17          | 24    | 4     | 7                | 0                | 6                       | 0                       | 37    | 4     | 0.11            |
| Universidad Católica · Chile | Total club       | Total club       | 24    | 4     | 7                | 0                | 6                       | 0                       | 37    | 4     | 0.11            |
| Club Tijuana · México        | 1.ª              | 2017             | 5     | 0     | 4                | 0                | —                       | —                       | 9     | 0     | 0               |
| Club Tijuana · México        | Total club       | Total club       | 5     | 0     | 4                | 0                | 0                       | 0                       | 9     | 0     | 0               |
| Banfield Argentina           | 1.ª              | 2018             | 11    | 1     | —                | —                | 3                       | 0                       | 14    | 1     | 0.07            |
| Banfield Argentina           | 1.ª              | 2018-19          | 13    | 2     | —                | —                | 2                       | 0                       | 15    | 2     | 0.13            |
| Banfield Argentina           | Total club       | Total club       | 24    | 3     | 0                | 0                | 5                       | 0                       | 29    | 3     | 0.1             |
| Estudiantes (LP) Argentina   | 1.ª              | 2018-19          | 10    | 0     | 4                | 0                | —                       | —                       | 14    | 0     | 0               |
| Estudiantes (LP) Argentina   | 1.ª              | 2019-20          | 16    | 1     | 1                | 0                | —                       | —                       | 17    | 1     | 0.06            |
| Estudiantes (LP) Argentina   | 1.ª              | 2020-21          | 2     | 0     | 0                | 0                | —                       | —                       | 0     | 0     | 0               |
| Estudiantes (LP) Argentina   | Total club       | Total club       | 28    | 1     | 5                | 0                | 0                       | 0                       | 33    | 1     | 0.03            |
| Argentinos Juniors Argentina | 1.ª              | 2020-21          | 10    | 0     | 1                | 0                | 1                       | 0                       | 12    | 0     | 0               |
| Argentinos Juniors Argentina | 1.ª              | 2022             | 2     | 0     | 0                | 0                | —                       | —                       | 2     | 0     | 0               |
| Argentinos Juniors Argentina | Total club       | Total club       | 12    | 0     | 1                | 0                | 1                       | 0                       | 14    | 0     | 0               |
| Central Córdoba Argentina    | 1.ª              | 2022             | 21    | 0     | —                | —                | —                       | —                       | 21    | 0     | 0               |
| Central Córdoba Argentina    | 1.ª              | 2023             | 14    | 1     | 9                | 0                | —                       | —                       | 23    | 1     | 0.04            |
| Central Córdoba Argentina    | 1.ª              | 2024             | —     | —     | 13               | 1                | —                       | —                       | 13    | 1     | 0.08            |
| Central Córdoba Argentina    | Total club       | Total club       | 35    | 1     | 22               | 1                | 0                       | 0                       | 57    | 2     | 0.04            |
| Total en carrera             | Total en carrera | Total en carrera | 336   | 16    | 51               | 1                | 23                      | 0                       | 410   | 17    | 0.04            |
| 1. 2. 3.                     |                  |                  |       |       |                  |                  |                         |                         |       |       |                 |

## Palmarés

### Campeonatos nacionales
| Título                    | Club                   | País      | Año    |
| ------------------------- | ---------------------- | --------- | ------ |
| Primera División          | San Lorenzo de Almagro | Argentina | I-2013 |
| Supercopa Argentina       | San Lorenzo de Almagro | Argentina | 2015   |
| Supercopa de Chile        | Universidad Católica   | Chile     | 2016   |
| Primera División de Chile | Universidad Católica   | Chile     | 2016-A |
| Copa Argentina            | Central Córdoba (SdE)  | Argentina | 2024   |

### Campeonatos internacionales
| Título            | Club                   | Sede         | Año  |
| ----------------- | ---------------------- | ------------ | ---- |
| Copa Libertadores | San Lorenzo de Almagro | Buenos Aires | 2014 |